# Saint-Prix (Saône-et-Loire)
Saint-Prix (auch: Saint-Prix-en-Morvan) ist eine französische Gemeinde mit 201 Einwohnern (Stand: 1. Januar 2022) im Département Saône-et-Loire in der Region Bourgogne-Franche-Comté (vor 2016 Burgund). Die Gemeinde gehört zum Arrondissement Autun und zum Kanton Autun-2 (bis 2015 Kanton  Saint-Léger-sous-Beuvray).

## Geographie
Saint-Prix liegt etwa 22 Kilometer westlich von Autun, am Fluss Méchet, im Regionalen Naturpark Morvan. Im Gemeindegebiet liegt der Mont Haut-Folin mit 901 Höhenmetern. Umgeben wird Saint-Prix von den Nachbargemeinden Arleuf im Norden und Nordwesten, Roussillon-en-Morvan im Norden und Nordosten, La Grande-Verrière im Osten, Saint-Léger-sous-Beuvray im Süden sowie Glux-en-Glenne im Westen und Südwesten.

## Bevölkerungsentwicklung
| 1962                       | 1968 | 1975 | 1982 | 1990 | 1999 | 2006 | 2013 |
| -------------------------- | ---- | ---- | ---- | ---- | ---- | ---- | ---- |
| 390                        | 341  | 332  | 237  | 225  | 225  | 228  | 212  |
| Quellen: Cassini und INSEE |      |      |      |      |      |      |      |

## Sehenswürdigkeiten
- Reste gallorömischer Besiedlung
- Kirche Saint-Prix aus dem 19. Jahrhundert

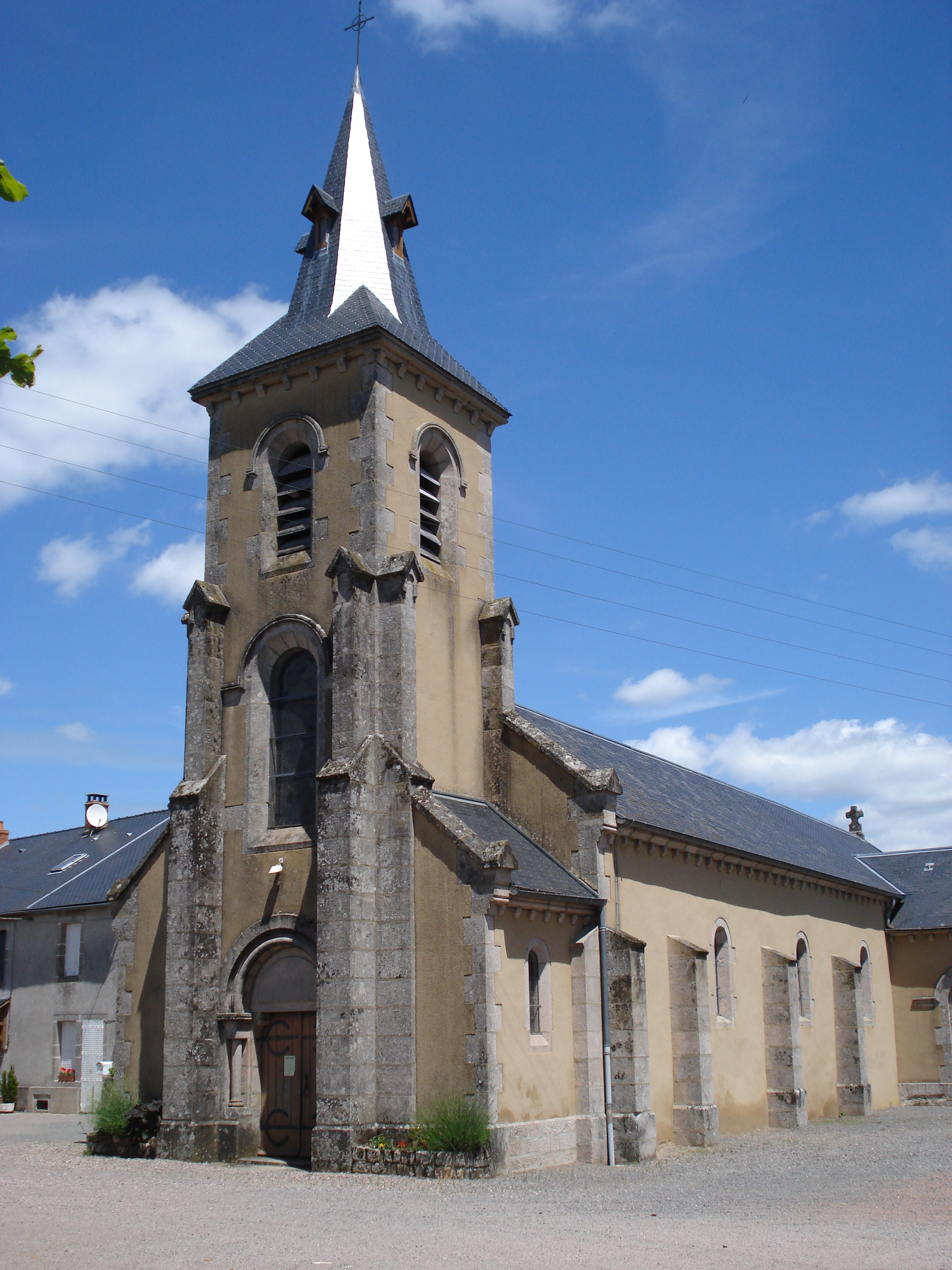
Kirche Saint-Prix

- Schloss Bois-de-rire
- Schloss Bois-du-roi
- Höhlen